# 黎明一夜傾情演唱會
黎明一夜傾情演唱會（英語：KAO Leon Live）是香港歌手黎明首次在香港體育館舉行的個人演唱會，演唱會由華星娛樂有限公司、耀榮娛樂有限公司主辦，百事活娛樂事業有限公司製作，花王冠名贊助，於1992年10月7日至14日一連8天共演出10場。

## 背景
1990年，黎明推出首張個人音樂專輯，正式出道成為歌手，翌年，黎明一共推出了3張粵語專輯及1張國語專輯，其知名度逐漸增加，被視為一線級別的歌手，並先後於大專會堂、香港文化中心及海城大酒樓夜總會舉行個人演唱會。1992年，黎明被譽為「香港四大天王」之一，是香港其中一名最受歡迎的男歌手，並於同年10月首次在香港體育館（紅磡體育館）舉行個人演唱會，該場館是香港最具代表性的流行音樂表演場地，可同時容納一萬多名觀眾。黎明在演唱會籌備階段暫時擱置其他工作，每天練習唱歌、跳舞，並以跑步、游泳、踏單車等方式鍛鍊體能，同時亦為自己建立自信心。

## 製作概念

### 舞台設計及服裝
《黎明一夜傾情演唱會》的舞台和演出效果皆運用了新科技製作，舞台以白色為主調，採用「三面台」設計，面向三面觀眾，餘下一面為後台，台上設置耗資港幣百多萬元的半圓形大銀幕，用於播放音樂錄像和寫真集片段，來配合黎明演唱不同的歌曲，當中包括黎明與卡通人物並列的特技效果，該影片使用了香港演唱會未曾用過的動畫元素，影片製作費約五十萬元港幣。黎明的服裝造型包括鑲滿電燈泡並連接電源的舞衣、西裝、皮外套、背心，以及重量約二三十磅的鐵片舞衣及卡通人物服裝等，紅磡體育館方面曾要求主辦單位於舞台前加上鐵欄，但黎明為免與觀眾產生隔離而拒絕，並要求場館的護衛員不要對聽從指示的觀眾動粗。

### 製作團隊
演唱會由倫永亮擔任音樂總監；陳永明擔任助理音樂總監，電視廣播有限公司參與攝錄工作，演唱會期間播放的動畫影片由百事活經理人公司委託張文幹執導，黎明於演唱歌曲〈戀火〉前介紹台上樂手、舞蹈總監等幕後人員：
- 舞蹈總監：林青峰（Sammy Lam，星舞蹈及合力星工廠的負責人）[16]
- 鍵盤：黃良昇、丁志光、陳明道
- 色士風：Teofilo Rombaoa
- 鼓擊及電子鼓：陳偉強
- 敲擊樂及電腦排序：張健波
- 主音結他：梁志權（Danny Leung）
- 節奏結他：Dodong Fuego Jr.（Do Dong）
- 低音結他：林志宏
- 和音：陳德建、趙增熹、雷有曜、馬怡靜、曹潔敏、李小梅
- 策劃：李進
- 統籌：彭淑霞
- 攝影：Sam Wong
- 服裝：Kenneth Chan
- 形像：Alan Cheung

### 場次及流程編排
演唱會定於1992年10月7日至14日舉行，開場時間為晚上8時15分，並於1992年10月10日及11日下午2時30分加開日場。演唱會序幕以電腦投影機把旭日初昇的雲海景象投射到呈半圓形大銀幕，而象徵太陽的銀色大圓球從舞台上空降下並裂開，藏身於圓球內的黎明以「從天而降」的方式出場，並演唱歌曲〈夢工場〉，其後於演唱期間走進觀眾席，向觀眾派送附有黎明簽名的飛碟及背心上的釘珠作為紀念品，最後以〈我的親愛〉一曲結束演唱會，並進行握手環節。此外，黎明親自為每場演唱會設計不同的遊戲與觀眾互動，並邀請音樂總監倫永亮擔任嘉賓上台演唱。
以下是演唱場次列表：
| 場次      | 舉行日期（星期）     | 開場時間    | 備註 |
| --------- | -------------------- | ----------- | ---- |
| 1         | 1992年10月7日（三）  | 晚上8時15分 |      |
| 2         | 1992年10月8日（四）  | 晚上8時15分 |      |
| 3         | 1992年10月9日（五）  | 晚上8時15分 |      |
| 4（加場） | 1992年10月10日（六） | 下午2時30分 |      |
| 5         | 1992年10月10日（六） | 晚上8時15分 |      |
| 6（加場） | 1992年10月11日（日） | 下午2時30分 |      |
| 7         | 1992年10月11日（日） | 晚上8時15分 |      |
| 8         | 1992年10月12日（一） | 晚上8時15分 |      |
| 9         | 1992年10月13日（二） | 晚上8時15分 |      |
| 10        | 1992年10月14日（三） | 晚上8時15分 |      |

以下是演唱歌曲的編排：
1. 夢工場（序幕）
2. 不羈舞台
3. 但願不只是朋友
4. 無名份的浪漫
5. 永相依（黎明向現場觀眾派發紀念品）
6. 相逢在雨中
7. 對不起，我愛妳
8. 危險的她
9. 我的灰姑娘
10. 明日天涯
11. 明星
12. 人生如夢
13. 午夜夢迴（黎明以Dick Tracy形象配合動畫演出）
14. 兩心知
15. OH！夜！
16. 一夜傾情
17. 夜夜夢中見（黎明與1名獲邀請的觀眾一起扮演卡通人物）
18. 那些好日子（與倫永亮合唱）
19. 人在黎明
20. 我會像你一樣傻
21. 人在邊緣（播放黎明在後台換衣服的片段）
22. 戀火
23. 我的感覺
24. 因你在此
25. 我來自北京（氫氣球從天而降）
26. 如果這是情、情是我所有、今夜妳會不會來、我的親愛（Encore環節）

## 反響

### 票房反應
《黎明一夜傾情演唱會》原定舉行8場，主辦單位其後於門票即將售罄時，宣佈加開2場。演唱會門票售價分別為港幣280元、180元及80元，有觀眾投訴指購買了280元的貴價門票，仍要坐第22排座位，且第1排座位之前額外增加了十多排座位，認為主辦單位有欺騙觀眾之嫌，「耀榮娛樂」負責人張耀榮表示由於「三面台」的關係，舞台移後了，故在第1排座之前增加數排座位，他指出以往的演唱會最高票價座位為第1至20排，而這次演唱會效法另一製作公司「大名娛樂」的安排，將第1至22排座位列為最高票價，因此令觀眾產生錯覺。有傳媒指演唱會的中價門票因滯銷而派發給觀眾，黎明指那些門票是唱片公司代歌迷會訂購而非免費派發，他認為這些不實報導對他不公平，但自言沒有受到傷害，也沒有影響其演唱會的表現，並表示有不少人向他投訴買不到門票，因此決定於1993年再次舉行演唱會，讓觀眾有機會觀看他的演出。

### 各界迴響
在演唱會籌備階段，有人送贈港幣1萬元的支票給黎明購買補品，黎明表示支持者的心意他自會心領，而他自己亦有能力支付，毋須要用支持者的錢，因此把該張支票公開撕毀。傳媒指在這次演唱會的氣氛和溫馨，後台的走廊放滿其他藝人送贈的花籃，同時也有不少藝人前來捧場，現場觀眾除了來自香港，還有來自美加、韓國、新加坡等地區的觀眾，觀眾於黎明演唱期間手持螢光棒跟着歌曲拍子揮動，且不時高呼黎明的名字來為他打氣，有觀眾走到舞台前送上禮物，並於尾場演唱會尾聲主動和唱歌曲，黎明與觀眾握手及演唱〈我的親愛〉時兩度感動得哭起來，部份觀眾的反應則過於熱烈，有警衛在混亂中被觀眾的相機擊中，眼鏡碎片刺入眼球，需送院治理，另一名警衛在黎明離場時，為了阻止觀眾追上，被黎明所乘的汽車車輪輾過雙腳，並無大礙。

## 評論摘要
評論認為《黎明一夜傾情演唱會》是黎明努力的成果、成功的指標，大眾對這個演唱會的反應是意想不到的熱烈，分析指到場觀看演唱會的人主要有兩種心態，其一是黎明的支持者，其二是抱着好奇心，想看看當時歌藝被受爭議的黎明如何應付10場演唱會的人，演唱會門票早已售罄，給黎明帶來鼓勵，而黎明籌備演唱會的認真態度，亦對支持者作出保證，黎明除了在台風方面較以往進步，歌唱技巧亦紮實了不少，令人對他的實力刮目相看。曾於黎明參加《第五屆新秀歌唱大賽》時擔任評判的林燕妮表示很高興看到黎明成功舉行首次個人演唱會，她認為以第一次在八千多名觀眾面前演出而言，黎明算是相當淡定自然和得體，沒怯場亦沒過火。黎明認為演唱會的排練時間不足，一切也是在極短時間內進行，感覺就像與時間搏鬥，而他的力量是來自群眾，他形容這次演唱會是他人生中的一次重大考試，總括10場演出，自問沒有欺場，對觀眾有所交代，他認為得到觀眾、電視台及新聞界的支持，是這次演唱會的成功因素之一，觀眾給他很大力量及衝勁，即使週末及週日於同一天演出日場和夜場，也不覺疲倦，且因神經緊張，深夜睡在床上彷彿聽到觀眾在叫他。張耀榮認為黎明表現很好，沒有怯場，並與黎明洽談於1993年8月舉辦第二階段演唱會。

## 影音作品
《黎明一夜傾情演唱會92》現場專輯在演唱會進行期間現場錄製，於1993年1月20日由唱片公司寶麗金以CD及卡式錄音帶形式首次推出，截至1993年底錄得五萬張以上的銷量，其後曾以DVD形式重新發行。2023年，香港環球唱片推出「紅館40系列」，並於11月10日發行《黎明一夜傾情演唱會》的雷射唱片。
以下是專輯的曲目：
| CD1      | CD1            | CD1      | CD1                          | CD1   |
| 曲序     | 曲目           |          | 作曲                         | 时长  |
| -------- | -------------- | -------- | ---------------------------- | ----- |
| 1.       | 夢工場         | 簡寧     | 陳永明                       | 6:05  |
| 2.       | 不羈舞台       | 陳少琪   | 盧東尼                       | 4:02  |
| 3.       | 但願不只是朋友 | 林振強   | Kisaburo Suzuki、Masao Urino | 4:15  |
| 4.       | 無名份的浪漫   | 林夕     | Hassan、Juwie                | 5:13  |
| 5.       | 永相依         | 潘偉源   | 薛忠銘、高愛倫               | 4:10  |
| 6.       | 相逢在雨中     | 簡寧     | 曹俊鴻                       | 3:44  |
| 7.       | 對不起，我愛妳 | 向雪懷   | 盧東尼                       | 4:24  |
| 8.       | 我的灰姑娘     | 劉卓輝   | Per Gessle                   | 6:36  |
| 9.       | 明日天涯       | 依達     | 顧嘉煇                       | 2:32  |
| 10.      | 明星           | 黃霑     | 黃霑                         | 3:39  |
| 11.      | 夢             | 陶秦     | 顧嘉煇                       | 1:50  |
| 12.      | 午夜夢迴       | 因葵     | P. Mazzolini、P.L. Giombini  | 5:41  |
| 13.      | 一夜傾情       | 向雪懷   | Koji Tamaki、Yosui Inoue     | 4:38  |
| 总时长： | 总时长：       | 总时长： | 总时长：                     | 56:49 |

| CD2      | CD2            | CD2      | CD2                       | CD2   |
| 曲序     | 曲目           |          | 作曲                      | 时长  |
| -------- | -------------- | -------- | ------------------------- | ----- |
| 1.       | 夜夜夢中見     | 向雪懷   | Nobody、Takashi Matsumoto | 7:57  |
| 2.       | 人在黎明       | 陳少琪   | 高人傑                    | 6:19  |
| 3.       | 戀火           | 因葵     | 石田正人                  | 4:57  |
| 4.       | 我的感覺       | 向雪懷   | 天濛光                    | 5:24  |
| 5.       | 因你在此       | 小美     | 天濛光                    | 2:09  |
| 6.       | 我來自北京     | 劉卓輝   | Keith                     | 7:08  |
| 7.       | 如果這是情     | 向雪懷   | G. Matsui、K. Tamaki      | 4:57  |
| 8.       | 情是我所有     | 簡寧     | 伍思凱                    | 5:28  |
| 9.       | 今夜妳會不會來 | 簡寧     | 林東松、謝明訓            | 4:24  |
| 10.      | 我的親愛       | 劉卓輝   | Noriyuki Makihara         | 6:47  |
| 总时长： | 总时长：       | 总时长： | 总时长：                  | 55:30 |